# Aleshea Harris

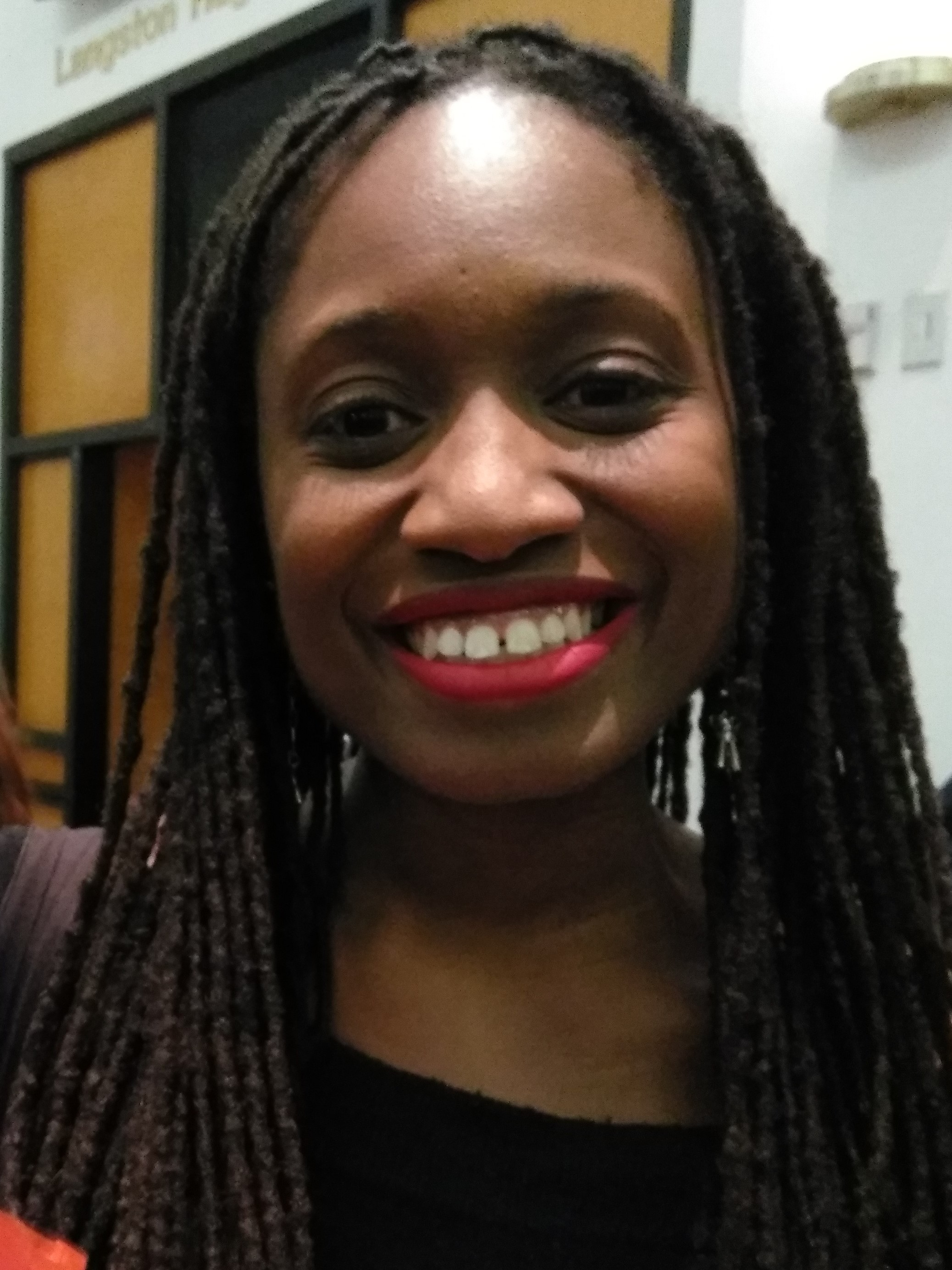
Aleshea Harris, aufgenommen anlässlich einer Diskussionsveranstaltung der Schomburg Library, Harlem, NYC, 2018 (Foto: Linda Fletcher)

Aleshea Harris (* 1981 in einem amerikanischen Militärstandort in der Bundesrepublik Deutschland) ist eine US-amerikanische Dramatikerin.

## Werdegang
Harris ist die Tochter einer Alleinerzieherin, die aus Trinidad emigriert war und zwanzig Jahre lang im Dienst der US Army stand. Zum Zeitpunkt von Alesheas Geburt war ihre Mutter in Deutschland stationiert, die nächste Etappe war eine Army Base in Kentucky. Das Mädchen wuchs mit zwei Brüdern auf. Den Hauptteil ihrer Kindheit verbrachte sie in Mississippi, wo sie in Biloxi die High School besuchte und mit einem Visual Arts-Studium an einem Community College begann. Nach einem Schauspielstudium an der University of Southern Mississippi erhielt sie ein Engagement in der Eckerd Theatre Company, einer Kindertheatergruppe in Florida, parallel begann sie in der Slam-Szene von Tampa Bay mit Spoken-Word Poetry. Mit zwei Freundinnen gründete sie das Blue Scarf Collective, wo eigene Stücke geschrieben, aufgeführt und produziert wurden. 2010 bewarb sich Harris für die Aufnahme am California Institute of the Arts. Dort erlernte sie Dramaturgie und erarbeitete eigenes Material: 2012 trat sie mit ihrem Einpersonenstück Oddlie beim Fringe Festival in Edinburgh auf. Sie graduierte 2014 mit Master of Fine Arts (MFA).
2015 erschienen Texte von Aleshea Harris in der Anthologie The BreakBeat Poets. New American Poetry in the Age of Hip-Hop.
Ihr erstes abendfüllendes Theaterstück, Is God Is, kombiniert „Antike, Spaghettiwestern, Hip-Hop und Afropunk“. Es erfuhr positive Resonanz bei Publikum und Kritik: ‚A snarly new master of high-octane carnage has risen into view‘, so Ben Brantleys Fazit (The New York Times). ‚You can see why Harris has been compared to Tarantino and Martin McDonagh, konstatierte der Kritiker des Evening Standard nach der Premiere von Ola Inces Inszenierung des Stücks in London, und weiter: ‚Her script shares their gleeful brutality, but she is a completely original voice. The rhythm of her dialogue is unique. She seems to be effortlessly funny, though this sort of ‘funny’ actually takes a lot of work, from everyone involved.‘
Auch die folgenden Stücke waren erfolgreich. In Kontinentaleuropa wurde Harris erstmals in der Regie von Arnaud Meunier aufgeführt. Ihr Stück On Sugarland (2022) ist angelehnt an Sophokles’ Tragödie Philoktetes.

## Werk
- Is God Is. Uraufführung: Februar 2018, Soho Rep, NYC, Regie: Taibi Magar, britische Erstaufführung September 2020, Royal Court Theatre, London, Regie: Ola Ince
- What to Send Up When It Goes Down. Uraufführung: 11. November 2018, Movement Theatre Company at A.R.T./New York Theatres, NYC, Regie: Whitney White
- On Sugarland. Uraufführung: 3. März 2022, New York Theatre Workshop, NYC, Regie: Whitney White

Gedruckt erschienen Is God Is bei 2 Hole Press und What to Send Up When It Goes Down bei Concord.

## Auszeichnungen (Auswahl)
- 2016: Relentless Award der American Playwriting Foundation für Is God Is[12]
- 2017: OBIE Award
- 2019: Helen Merrill Playwriting Award[13]
- 2020: Windham-Campbell Literature Prize, Kategorie: Drama[14]
- 2020: Mimi Steinberg Playwriting Award[15]
- 2021: Hermitage Greenfield Prize[16]

## Quelle
- Hilton Als: Spirit House. Aleshea Harris's Black Village onstage, in: The New Yorker, 28. Februar 2022, S. 67–70.